# Море (фільм, 1933)
«Море» (пол. Morze) — польський короткометражний документальний фільм 1933 року режисера Ванди Якубовської. Він був номінований на премію «Оскар» за найкращий ігровий короткометражний фільм в 1934 році. Фільм став першою польською постановкою, номінованою на «Оскар», і першою номінованою постановкою жінки.

## У ролях
- Гейні Вітмен — оповідач (версія для США)